# Bartolomeo Grazioli
Bartolomeo Grazioli (Fontanella Grazioli, 25 settembre 1804 – Belfiore, 3 marzo 1853) è stato un presbitero e patriota italiano, uno dei "Martiri di Belfiore".

## Biografia
Di umili origini, entrò giovane in Seminario a Mantova ed unì alla sua inclinazione pastorale un forte anelito di indipendenza politica per la patria.

Nel 1827 fu ordinato sacerdote, e nel 1842 parroco di Revere ed in seguito venne nominato Direttore delle scuole elementari nella sua parrocchia.
Nel 1848 aderì al movimento irredentista, del quale divenne un capo locale.
Arrestato dalla polizia austriaca mentre era parroco di Revere, fu impiccato nella valletta di Belfiore con il conte veronese Montanari e con il bresciano Tito Speri il 3 marzo 1853, in quanto reo confesso dei reati contestati, tra i quali spiccò l'accusa di aver svolto opera di proselitismo per il movimento rivoluzionario e per l'eversione.

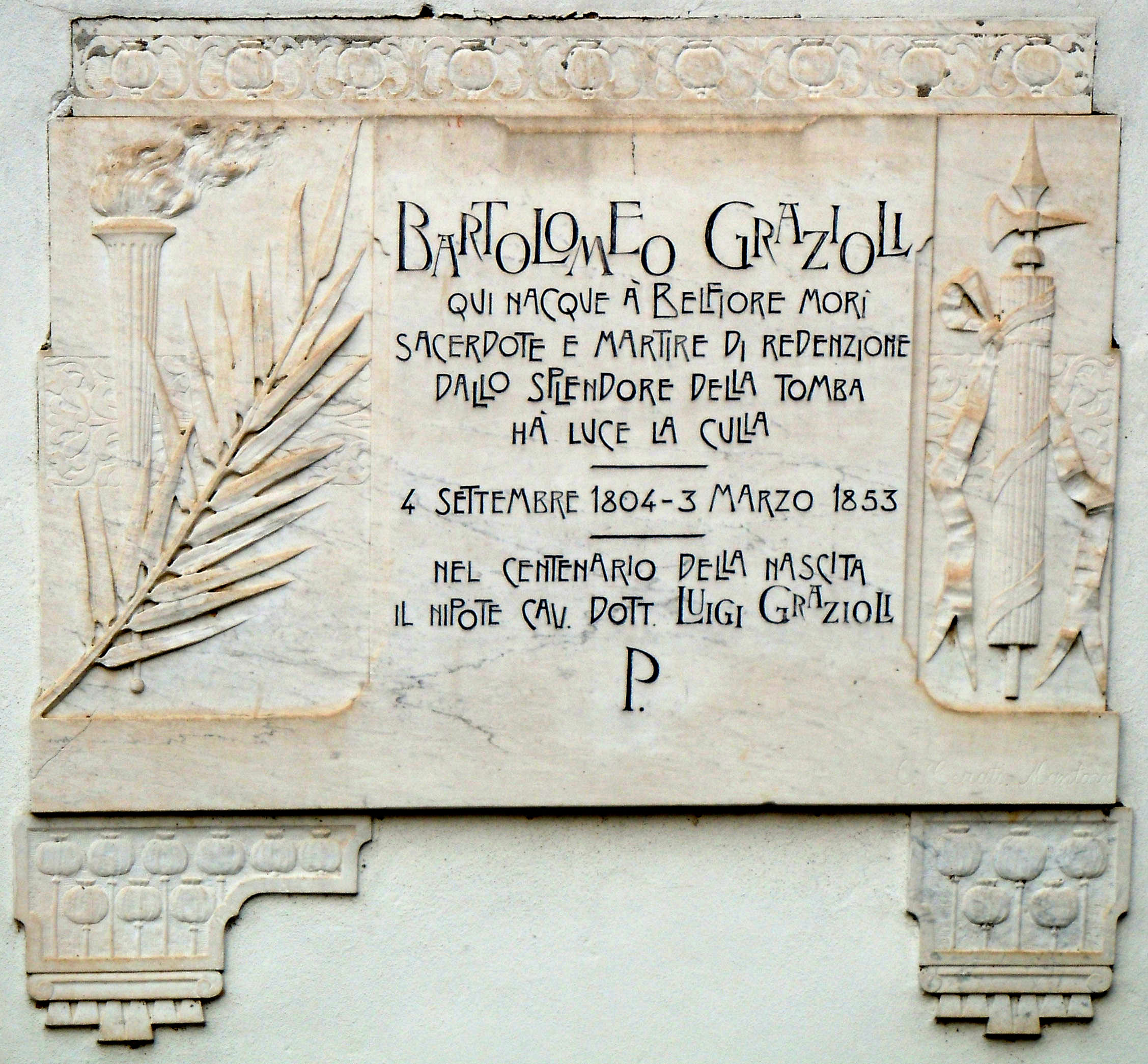
Lapide sulla casa a Fontanella Grazioli.